# Пейзаж с Аполлоном и сивиллой Кумской
«Пейзаж с Аполлоном и сивиллой Кумской» (фр. Côte vue avec Apollon et la Sibylle de Cumes) — картина французского художника Клода Желле по прозванию Лоррен, из собрания Государственного Эрмитажа.
Картина иллюстрирует сюжет, описанный Овидием в «Метаморфозах» (XIV, 121—154): престарелая сивилла из Кум рассказала Энею о своей давней встрече с Аполлоном, который в неё влюбился и готов был исполнить любое её желание. Юная сивилла, набрав горсть пыли, попросила себе столько лет, сколько пылинок находится у неё в горсти, но при этом она забыла попросить себе вечную молодость.
В XIX веке считалось, что изображён конкретный пейзаж на берегу Байского залива под Кумами в окрестностях Неаполя, однако Лоррен в своём творчестве избегал изображений реальных пейзажей, предпочитая конструировать условные. Тем не менее в этой картине он изобразил вполне существующие постройки. На дальнем плане виден римский Колизей и руины акведука Марция, также находящиеся в Риме. Левее их показаны Трофеи Мария, в действительности расположенные на Капитолийском холме рядом со статуями Кастора и Поллукса. Слева внизу на обломке колонны следы стёртой надписи, из которой читаются цифры «…6…2». С тыльной стороны картины справа внизу чёрной краской нанесены цифры «3414» — под этим номером картина была внесена в опись Императорского Эрмитажа в 1859 году. Справа и слева существовали приставки шириной 4,7 см, сделанные во время нахождения картины в собрании Уолпола, после поступления картины в Эрмитаж они были убраны.
Лоррен редко сам писал человеческие фигуры на своих картинах и часто заказывал их исполнение другим художникам. Так и на этой картине фигуры приписываются кисти Филиппо Лаури. Сам Лоррен большинство своих работ зарисовывал в своём альбоме «Liber Veritatis», «Пейзажу с Аполлоном и сивиллой Кумской» в нём соответствует рисунок № 99. В 1777 году все рисунки из «Liber Veritatis» были гравированы английским художником Ричардом Ирломом и сам альбом впервые был издан в трёх томах Джоном Бойделом.
Картина написана около 1646—1647 года по заказу кардинала Карло Массими. Ранее Лоррен уже писал для кардинала Массими «Пейзаж с Аргусом, стерегущим Ио», который ныне находится в собрании графов Лестеров в усадьбе Холкем-холл. Обе картины принято считать парными. По мнению Н. К. Серебрянной, включение элементов реально существовавших античных построек связано с археологическими интересами заказчика. После смерти К. Массими, последовавшей в 1677 году, картину унаследовал его брат Фабио Массими, который в следующем году продал её маркизу Николо Мария Паллавичино в Риме. Затем картина принадлежала маркизу де Мари и впоследствии оказалась в Англии в собрании мэра Лондона сэра Хэмфри Эдвина, у которого в 1725 году её купил сэр Роберт Уолпол. С 1728 года картина выставлялась в его лондонском доме на Арлингтон-стрит, а с 1828 года она находилась в официальной резиденции премьер-министров Великобритании на Даунинг-стрит, 10. Позже картина хранилась в родовом поместье Уолполов в Хоутон-холле. В 1778 году всё собрание картин было продано наследниками Уолпола императрице Екатерине II, и с 1779 года картина находится в Эрмитаже. Выставляется в Зимнем дворце в зале 280 (зал Лоррена).
В 1982—1983 годах в Национальной галерее искусства в Вашингтоне и затем в Гран-Пале в Париже проходила большая ретроспективная выставка Клода Лоррена. Эрмитажная картина на той выставке представлена не была, но в обзорной статье о Лоррене ей было уделено несколько строк. Автор статьи французский искусствовед Диана Руссель трактовала сюжет в рамках христианской традиции. Со времён Средневековья считалось, что сивилла Кумская предсказала рождение Христа и последующее владычество католицизма, а Аполлона в данном случае можно воспринять как самого Христа. Н. К. Серебрянная, не отвергая этого толкования, считает, что значение сюжета для XVII века гораздо проще:

…мы полагаем, что гораздо очевиднее звучит <…> тема бренности бытия, но трактуется она художником несколько шире. Пыль, просыпающаяся на землю из руки сивиллы, — не только напоминание об утекающей, как песок, человеческой жизни, но и размышление о её быстротечности. Позади, за проливом, взгляд зрителя видит одни лишь руины — напоминание о том, что даже самые замечательные творения человека рано или поздно обречены на гибель.